# La Acebeda
La Acebeda – niewielka osada w Hiszpanii we wspólnocie autonomicznej Madryt, leżąca w górach Sierra de Somosierra. Typowo rolnicza osada, 50% stanowią użytki zielone, resztę gruntów pastwiska i lasy. Znajdują się tu liczne gospodarstwa agroturystyczne.